# Saint-Abit
Saint-Abit település Franciaországban, Pyrénées-Atlantiques megyében. Lakosainak száma 300 fő (2022. január 1.). Saint-Abit Arros-de-Nay, Boeil-Bezing, Bosdarros és Pardies-Piétat községekkel határos.

## Népesség
A település népessége az elmúlt években az alábbi módon változott:
| Lakosok száma | 352  | 326  | 333  | 317  | 314  | 311  | 308  | 306  | 300  |
|               | 2013 | 2015 | 2016 | 2017 | 2018 | 2019 | 2020 | 2021 | 2022 |